# Fermata do Brasil
Fermata do Brasil é uma editora musical brasileira fundada por Enrique Lebendiger em 1954, tendo sido, também, uma gravadora e selo de gravação entre o início dos anos 1960 e o ano de 1980.

## História
Enrique Lebendiger fundou a editora musical em 1954 quando emigrou para o Brasil, após experiência na área na Polônia. A empresa lançou escritórios em diversos lugares do mundo, tendo se especializado na edição musical pela América Latina. A Fermata começou a crescer quando conseguiu a representação das canções da dupla Tom Jobim e Vinicius de Moraes realizadas para o espetáculo Orfeu da Conceição, em 1956, quando as canções foram editadas em um LP pela Odeon. Nos anos seguintes, a empresa se envolveria no lançamento de discos, especialmente edições nacionais de sucessos internacionais. Com a fundação do selo Young de Miguel Vaccaro Neto, no início dos anos 1960, passa a envolver-se com a gravação de discos, o que culminaria na compra da gravadora RGE Discos, em 31 de março de 1965. A partir desta data, atua fortemente na gravação de fonogramas até 1980, quando vende as operações da RGE para a gravadora carioca Som Livre e passa a concentrar-se novamente no mercado de editoria musical.